# Nakło nad Notecią (stacja kolejowa)
Nakło nad Notecią – stacja kolejowa w Nakle nad Notecią, w województwie kujawsko-pomorskim, w Polsce. Według klasyfikacji PKP ma kategorię dworca regionalnego. 

## Ruch pasażerski
| Rok  | Wymiana pasażerska na dobę |
| ---- | -------------------------- |
| 2017 | 500-699                    |
| 2022 | 700-999                    |
| 2023 | 1 100                      |

Na stacji zatrzymują się pociągi Regio i TLK. Obecnie na linii kolejowej nr 281 (odcinek z Gniezna do Chojnic) ruch pasażerski został wstrzymany.